# Доротея София фон Хесен-Дармщат
Доротея София фон Хесен-Дармщат (на немски: Dorothea Sophie von Hessen-Darmstadt; * 14 януари 1689, Гисен; † 7 юни 1723, Йоринген) е ландграфиня от Хесен-Дармщат и чрез женитба графиня на Хоенлое-Йоринген.

## Произход
Тя е най-възрастната дъщеря на ландграф Ернст Лудвиг фон Хесен-Дармщат (1667 – 1739) и първата му съпруга Доротея Шарлота (1661 – 1705), дъщеря на маркграф Албрехт II фон Бранденбург-Ансбах.
Умира на 7 юни 1723 г. в Йоринген и е погребана там.

## Фамилия
Доротея София се омъжва на 13 февруари 1710 г. в Дармщат за граф Йохан Фридрих (II) фон Хоенлое-Йоринген (1683 – 1765), най-малкият син на граф Йохан Фридрих I фон Хоенлое-Йоринген (1617 – 1702) и съпругата му херцогиня Луиза Амьона фон Шлезвиг-Холщайн-Норбург (1642 – 1685). На 7 януари 1764 г. нейният съпруг е издигнат на княз. Те имат седем деца:
- син (*/† 1711)
- Лудвиг Вилхелм Фридрих (1712 – 1785)
- Шарлота Луиза Фридерика (1713 – 1785)
- Каролина София (1715 – 1770), омъжена на 21 януари 1749 в Хилдбургхаузен за княз Карл Август фон Хоенлое-Кирхберг (1707 – 1767)
- Вилхелмина Елеонора (1717 – 1794), омъжена на 26 септември 1743 в Йоринген за княз Хайнрих Август фон Хоенлое-Ингелфинген (1715 – 1796)
- Леополдина Антоанета (1718 – 1779), монахиня в Херфорд
- Елеонора Христиана (1720 – 1746), омъжена на 19 юли 1743 в Рюденхаузен за граф Йохан Фридрих фон Кастел-Рюденхаузен (1675 – 1749)
- София Фридерика Максимилиана (1721 – 1781)
- Лудвиг Фридрих Карл (1723 – 1805), княз на Хоенлое-Нойенщайн-Йоринген, женен на 28 януари 1749 в Хилдбургхаузен за принцеса Амалия фон Саксония-Хилдбургхаузен (1732 – 1799), дъщеря на херцог Ернст Фридрих II фон Саксония-Хилдбургхаузен